# Stephanus Jacobus du Toit
Reverendo Stephanus Jacobus du Toit (Paarl, 9 ottobre 1847 – Paarl, 29 maggio 1911) è stato un politico, religioso e intellettuale sudafricano, ministro della Chiesa Riformata olandese.
Viene considerato uno dei padre della lingua afrikaans; fu membro fondatore della Genootskaap van Regte Afrikaners ("associazione dei veri afrikaner"), che si proponeva di proteggere e coltivare tale lingua. Fu anche editore del primo quotidiano in lingua afrikaans, Die Afrikaanse Patriot (che nel 1905 divenne Paarl Post).
Pubblicò un saggio intitolato Die Geskiedenis van ons Land in die Taal van ons Volk ("Storia della nostra terra nella lingua del nostro popolo"), nel quale sosteneva che gli afrikaner erano un popolo distinto con una loro patria, cioè il Sudafrica, e che essi erano esecutori di una speciale missione civilizzatrice assegnata loro direttamente da Dio.
Suo figlio Jacob Daniel du Toit (Paarl, 21 febbraio 1877 - Potchefstroom, 1º luglio 1953), conosciuto con lo pseudonimo di "Totius", fu anch'egli un pioniere della lingua Afrikaans e fu il primo a tradurre in afrikaans la Bibbia.